# Medalles del Cercle d'Escriptors Cinematogràfics de 1993
La cerimònia de lliurament de les medalles del Cercle d'Escriptors Cinematogràfics de 1993 va tenir lloc l'1 de març de 1994 al Centro Cultural de la Villa de Madrid. Va comptar amb el patrocini de l'Ajuntament de Madrid, l'EGEDA i la Fundació per al Foment de la Cultura i de la Cinematografia. Els premis tenien per finalitat distingir als professionals del cinema espanyol i estranger pel seu treball durant l'any 1993. Es van concedir les mateixes nou medalles de l'edició anterior i es va recuperar la Medalla a la millor pel·lícula estrangera. A més, es va concedir un Premi homenatge al director Francis Ford Coppola.
Els premis van estar molt repartits. Sombras en una batalla, Todos a la cárcel i Havanera 1820 aconseguiren dues medalles cadascuna. El director britànic Ken Loach va acudir personalment a rebre el premi a la millor pel·lícula estrangera per la seva pel·lícula Plouen pedres.
Després del lliurament de medalles es va projectar en primícia la pel·lícula Germinal.

## Llista de medalles
| Categoria                    | Premiat                                | Labor premiada                |
| ---------------------------- | -------------------------------------- | ----------------------------- |
| Millor pel·lícula            | Sombras en una batalla                 | pel·lícula                    |
| Millor director              | Luis García Berlanga                   | Todos a la cárcel             |
| Millor actriu                | Aitana Sánchez-Gijón                   | Havanera 1820                 |
| Millor actor                 | Josep Sazatornil i Buendía             | Todos a la cárcel             |
| Millor fotografia            | Alfredo F. Mayo                        | El aliento del diablo         |
| Millor música                | Bingen Mendizábal Carles Cases i Pujol | La madre muerta Havanera 1820 |
| Millor guió original         | Mario Camus                            | Sombras en una batalla        |
| Millor pel·lícula estranjera | Tres colors: Blau Plouen pedres        | Pel·lícules                   |
| Premi revelació              | Toni Mora                              | Cucarachas                    |
| Millor muntatge              | Carmen Frías Arroyo                    | Huevos de oro                 |
| Premi homenatge              | Francis Ford Coppola                   | Trajectòria cinematogràfica   |